# ديونيسيوس من هاليكارناسوس
ديونيسيوس من هاليكارناسوس (بالإغريقية: Διονύσιος Ἀλεξάνδρου Ἁλικαρνασσεύς) (60 ق.م - بعد 7 ق.م) كان مؤرخًا إغريقيًا ومعلمًا للبلاغة، ازدهر خلال عهد الإمبراطور «أوغسطس»، كان صاحب أسلوب أتيكي إغريقي. دعى «ديونيسيوس» الى ضرورة تعزيز البايديا في التعليم، مُستمدًا من الأدب الإغريقي القديم.
يُعتبر «ديونيسيوس» أول مؤرخ للتاريخ الروماني المُبكر. العديد من المؤرخين القدامى الآخرين الذين كتبوا عن هذه الفترة، استخدموا «ديونيسيوس» بشكل شُبه مؤكد كمصدر لموادهم. تصف أعمال كُل من «أبيان» و«بلوطرخس» و«ليفي» شُخوص وأحداث مُماثلة في تاريخ روما المُبكر كما وصفها «ديونيسيوس».

## الحياة
ولد «ديونيسيوس» في هاليكارناسوس. في وقت ما بعد انتهاء الحرب الأهلية، انتقل إلى روما، وقضى اثنين وعشرين عامًا في دراسة اللغة اللاتينية والأدب وإعداد المصادر الأزمة لكتابة تاريخه. خلال هذه الفترة، أعطى دروسًا في البلاغة، واستمتع بصحبة العديد من الرجال المُتميزين في المُجتمع الروماني. تاريخ وفاته غير معروف.

## الأعمال
عملهُ الرئيسي، بعنوان "Ῥωμαϊκὴ Ἀρχαιολογία"، "الآثار الرومانية"، يروي تاريخ روما من الفترة الأسطورية إلى بداية الحرب البونيقية الأولى في عشرين كتابًا، التسعة الأولى منها لا تزال موجودة، بينما وصلت لنا باقي الكتب بشكل شَظايا، مثل مُقتطفات للإمبراطور الروماني «قسطنطين السابع» وخلاصة اكتشفها الكاردينال «أنجيلو ماي» في ميلانو.

### مُخطط موجز لـ"الآثار الرومانية"
في مُقدمة الكتاب الأول، يذكر «ديونيسيوس» أن الشعب اليوناني يفتقر إلى المعلومات الأساسية عن التاريخ الروماني، وهو نقص يأمل في إصلاحه من خلال هذا العمل.
- الكتاب الأول 1300؟ - 753 ق.م (التاريخ الأسطوري المُبكر لإيطاليا وشعبها. يروي الكتاب الأول أيضًا تاريخ «إينياس» وذريته بالإضافة إلى رواية «ديونيسيوس» عن أسطورة «رومولوس وريموس»، مُنتهية بموت «ريموس»)
- الكتاب الثاني 753 - 673 ق.م (أول ملوك المملكة الرومانية، «رومولوس» و«نوما بومبيليوس». صاغ «رومولوس» العادات والقوانين لروما. حرب سابين - كما في الأجزاء اللاحقة من التاريخ، يوصف هذا الصراع المُبكر بأنه أشتمل على فئات وأصناف عديدة من الجنود، آلاف المُشاة، والخيالة. هذا الأمر غير مُرجح إلى حد كبير، ولكنه مُفارقة تاريخية شائعة وجدها المؤرخون القُدماء)
- الكتاب الثالث 673 - 575 ق.م (ملوك روما من «تولوس هوستيليوس» الى «تاركوينيوس بريسكوس»)
- الكتاب الرابع 575 - 509 ق.م (آخر ملوك الرومان ونهاية الملكية مع الإطاحة بـ «تاركوينيوس سوبربوس»)
- كتاب الخامس 509 -497 ق.م (بداية الجمهورية الرومانية والسنوات القُنصلية)
- الكتاب السادس 496-493 ق.م (يشمل أول حالة عصيان للدُهماء)
- الكتاب السابع 492 - 490 ق.م (يصف هذا الكتاب بالتفصيل الخلفية التي أدت إلى مُحاكمة «كوريولانوس» والتي انتهت بنفيه. جزء كبير من الكتاب عبارة عن نقاش بين مؤيدي حُكم الأقلية والعامة)
- الكتاب الثامن 489 - 482 ق.م («كوريولانوس»، المنفي الآن، يتحالف مع العدو الأساسي الحالي لروما، الفولسكي. يقود «كوريولانوس» الجيش الفولسكي في حملة ناجحة ضد الحُلفاء الرومان وأخيراً يقترب من الاستيلاء على روما نفسها. تتوسط والدة «كوريولانوس» من أجل روما وتتمكن من إنهاء الحملة العسكرية. ثم قُتل «كوريولانوس» غدراً على يد الفولسكي. يُغطي الجزء المُتبقي من الكتاب الحملات العسكرية لاستعادة الأراضي من الفولسكي)
- الكتاب التاسع 481 - 462 ق.م (يصف حملات عسكرية مُختلفة في الشؤون الخارجية لروما. محليًا، يتجادل العامة والنبلاء ويستمر الصراع. تم رفع العدد منابر الشعب من 5 إلى 10. ينتهي الكتاب التاسع مع أول عامين من قانون الرجال العشرة وإنشاء أول جداول للقانون الروماني)
- مُلاحظة (الكُتب العشرة الأخيرة مُجزأة، تستند إلى مُقتطفات من مجموعات التاريخ البيزنطي في العصور الوسطى. يتكون الكتاب الحادي عشر من 50 صفحة، في حين أن الكُتب المُتبقية تحتوي على 12-14 صفحة فقط لكل كُتاب)
- الكتاب العاشر 461-449 ق.م (استمرار قانون الرجال العشرة)
- الكتاب الحادي عشر 449-443 ق.م (شَظايا)
- الكتاب الثاني عشر 442-396 ق.م (شَظايا)
- الكتاب الثالث عشر 394-390 ق.م (شَظايا)
- الكتاب الرابع عشر 390 ق.م (نَهب الغال لروما)
- الكتاب الخامس عشر (الحرب السامنية الأولى والثانية)
- الكتاب السادس عشر والسابع عشر (الحرب السامنية الثالثة)
- الكتاب التاسع عشر (بدايات الصراع بين روما وأمير الحرب «بيروس الإبيري». تواجه مدينة تارانتوم الواقعة في جنوب إيطاليا مشاكل مع روما، التي توسعت مؤخرًا إلى جنوب إيطاليا. تارانتوم تدعوا «بيروس» لحمايتها)
- الكتاب العشرين (الحرب البيروسية، مع غزو «بيروس» الثاني لإيطاليا)

نظرًا لأن هدف «ديونيسيوس» الأساسي كان التوفيق بين الإغريق والحكم الروماني، فقد ركز على الصفات الحميدة لغُزاتهم، كما جادل - استنادًا إلى المصادر القديمة في عصره - أن الرومان كانوا أحفادًا حقيقيين لليونانيين الأوائل. ووفقًا له، فإن التاريخ هو تعليم الفلسفة بالأمثلة، وهذه الفكرة نفّذها من وجهة نظر بَليغ يوناني. لكنه استشار بعناية أفضل المصادر المُتاحة في زمنه، وعمله وعمل «ليفي» هما الروايات الوحيدة المُتصلة والمفصلة للتاريخ الروماني المبكر.
كان «ديونيسيوس» أيضًا مؤلفًا لعدة رسائل بلاغية، أظهر فيها أنه درس بدقة أفضل نماذج الأتيكية الإغريقية:
- "Τέχνη ῥητορική" - "فن البلاغة"(وهي بالأحرى مجموعة مقالات عن نظرية البلاغة، غير المُكتملة، وبالتأكيد ليست كل أعماله)
- "Περὶ συνθέσεως ὀνομάτων" - "ترتيب الكلمات" (معالجة مجموعة الكلمات حسب أنماط الخطابة المُختلفة)
- "Περὶ μιμήσεως" - "على التقليد"(حول أفضل النماذج في مُختلف أنواع الأدب والطُرق التي يتم تقليدها - عمل مُجزأ)
- "Περὶ τῶν Ἀττικῶν ῥητόρων" - "التعليقات على خطباء الأتيكية الإغريقية"(والتي تُغطي «ليسياس» «إيسايوس» «إيسقراط»، وعن طريق المُلحق، «ديناركوس»)
- "Περὶ λεκτικῆς Δημοσθένους δεινότητος" - "عن أسلوب ديموستين المُثير للإعجاب"
- "Περὶ Θουκιδίδου χαρακτῆρος" - "على شخصية ثوقيديدس" (وتستكمل الأطروحتان الأخيرتان برسائل إلى «بومبيوس» و«أمايوس» (اثنان، أحدهما عن «ثوقيديدس»))[5]

### التقليد الديونيسي
هو الأسلوب الأدبي للتقليد كما صاغه «ديونيسيوس»، الذي تصوره كممارسة بلاغية لمُحاكاة النص الأصلي وتكييفه وإعادة صياغته وإثرائه من قبل مؤلف سابق. يُظهر أوجه تشابه ملحوظة مع وجهة نظر «كينتيليان» في التقليد، وكلاهما يُمكن أن يُشتق من مصدر مُشترك.
شكل مفهوم «ديونيسيوس» خروجًا مُهمًا عن مفهوم المُحاكاة التي صاغها «أرسطو» في القرن الرابع قبل الميلاد، والذي كان مُهتمًا فقط بـ "تقليد الطبيعة" وليس "تقليد المؤلفين الآخرين." اعتمد الخُطباء والبلاغون اللاتينيون طريقة «ديونيسيوس» في التقليد وتجاهلوا تلك التي أعتمدها «أرسطو».

### التاريخ في "الآثار الرومانية"، وأسطورة التأسيس
أجرى «ديونيسيوس» بحثًا مُكثفًا عن تاريخه الروماني، بالاختيار بين السُلطات، والحفاظ على تفاصيل دستور سيرفيان (أحد أقدم أشكال التنظيم العسكري والسياسي المُستخدم خلال الجمهورية الرومانية).
يقدم كتاباه الأولين سردًا موحدًا للأصل الإغريقي المُفترض لروما، حيث تم دمج مجموعة مُتنوعة من المصادر في سرد ثابت. ومع ذلك، كان نجاحه على حساب إخفاء الحقيقة الرومانية البدائية (كما كشفها علم الآثار). جنبًا إلى جنب مع «ليفي»، فإن «ديونيسيوس» هو أحد المصادر الأولية لقصة أسطورة التأسيس الروماني، وكذلك أسطورة «رومولوس وريموس»، والتي تم الاعتماد عليه في المؤلفات اللاحقة لـ«بلوطرخس» على سبيل المثال. يكتب «ديونيسيوس» عن الأسطورة على نطاق واسع، وفي بعض الأحيان ينسب الاقتباسات المُباشرة لاصحابها. تمتد الأسطورة إلى أول مُجلدين من "الآثار الرومانية"، بدءًا من الكتاب الأول الفصل 73 وانتهاءً بالكتاب الثاني الفصل 56.

### رومولوس وريموس

#### الأصول والنجاة في البرية

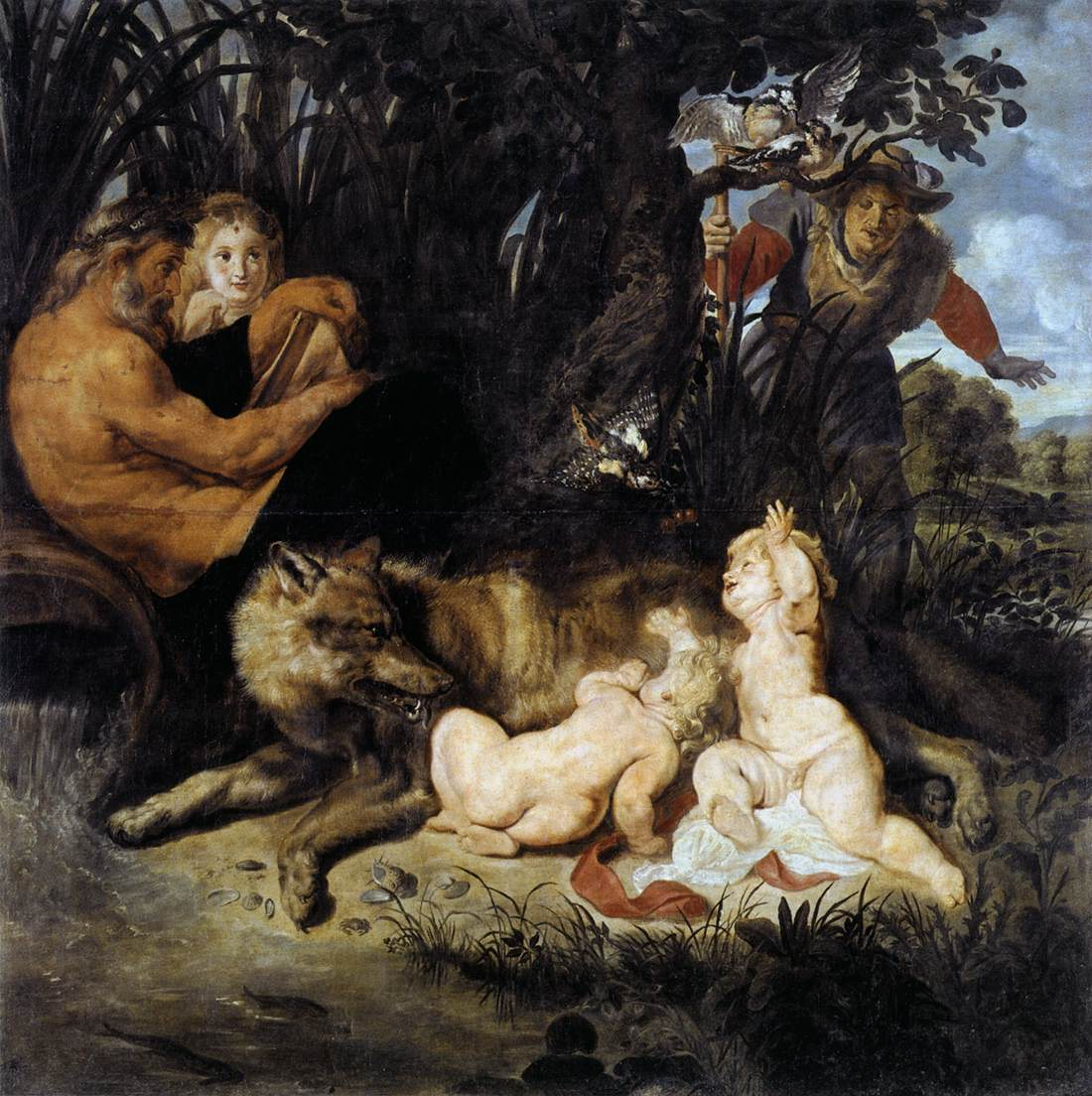
رومولوس وريموس، بريشة «بيتر بول روبنس» 1615. متاحف كابيتولين.

يدعي «ديونيسيوس» أن التوأم، «رومولوس وريموس»، وُلدا من عذارى فستال نُدعى «إليا سيلفيا» (يُطلق عليه أحيانًا «ريا»)، تنحدر من نسل «إينياس» الطروادي وابنة الملك «لاتينوس» من القبائل اللاتينية الأصلية، وبالتالي ربط روما بطروادة. يذكُر «ديونيسيوس» الروايات المُختلفة لحمل «إليا سيلفيا» وولادة التوأم، لكنه يرفض اختيار أحدهما على الآخرين.
نقلاً عن «فابيوس» و«سينسيوس» و«كاتو» و«بيسو»، يروي «ديونيسيوس» الرواية الأكثر شيوعًا، حيث يتم إلقاء التوائم في نهر التيبر؛ وتُركا بالقرب من الفيكس روميناليس (شجرة تين برية لها دلالة دينية وأسطورية في روما القديمة)؛ بعدها تقوم ذئبة بأنقذهم وأرضاعهم أمام عرينها (كهف لوبركال) قبل أن يتبناهم «فاوستولوس». يروي «ديونيسيوس» نُسخة بديلة "غير خيالية" عن ولادة «رومولوس وريموس» ونجاتهُم وشبابهُم. في هذه النُسخة، تمكن «نوميتور» من تبديل التوائم عند الولادة برضيعين آخرين. تم تسليم التوأمين من قبل جدهما إلى «فاوستولوس» ليتم رعايتهما من قبله هو وزوجته، «لورنتيا»، عاهرة سابقة. وفقًا لبلوتارخ، كان مُصطلح "lupa" (باللاتينية "ذئب") مُصطلحًا شائعًا لأعضاء مهنتها، وقد أدى ذلك إلى ظهور أسطورة الذئب.

### الخِلاف وتأسيس روما
يتلقى التوأم تعليمًا مُناسبًا في مدينة غابي، قبل أن يتمكنا في النهاية من السيطرة على المنطقة المُحيطة بمكان تأسيس روما. أدى الخلاف حول التلة المُعينة التي يجب أن تُبنى عليها المدينة، تل بالاتين أو تل أفنتاين، إلى وقوع الخلاف بين الأخوين.
عندما حان الوقت لبناء مدينة روما، تنازع الشقيقان حول التل المُعين الذي يجب أن تُبنى عليه المدينة، فضل «رومولوس» تل بالاتين بينما فضل «ريموس» تل أفنتاين. في النهاية، أرجأ الاثنان قرارهما إلى الآلهة بناءً على نصيحة جدهما. باستخدام الطيور كبشائر، قرر الأخوان "هو الذي تظهر لهُ الطيور الأكثر تفضيلًا أولاً يجب أن يحكُم المُستعمرة ويكون قائدها." منذ أن رأى «ريموس» تسعة نسور أولاً، ادعى أن الآلهة اختارته، ادعى «رومولوس» نفس الأمر، نظرًا لأنه رأى عددًا أكبر ("أكثر مُلاءمة") من النسور، فأن الآلهة قد اختارته. غير قادر على التوصل إلى نتيجة، تقاتل الأخوان وأتباعهما، مما أدى في النهاية إلى وفاة «ريموس». بعد وفاة أخيه، دفن «رومولوس» الحزين خُله في موقع ريمُوريا، ما أعطى الموقع اسمه.
قبل أن يبدأ البناء الفعلي للمدينة، قدم «رومولوس» تضحيات وتلقى نذرًا جيدًا، ثم أمر السكان بالتكفير عن ذنبهم. بنى تحصينات المدينة أولاً ثم البيوت للسُكان. لقد جمع الناس وأعطاهم الاختيار فيما يتعلق بنوع الحكومة التي يريدونها - ملكية أو ديمقراطية أو أوليغارشية - لدستورها. بعد خطابه، الذي أشاد بالشجاعة في الحرب الخارجية والاعتدال في الداخل، والذي نفى فيه «رومولوس» أي حاجة للبقاء في السلطة، قرر الناس أن يظلوا مملكة وطلبوا منه أن يظل ملكها. قبل قبوله بحث عن علامة موافقة الآلهة. صلى وشهد صاعقة ميمونة، وبعد ذلك أعلن أنه لا يجوز لأي ملك أن يتولى العرش دون الحصول على موافقة الآلهة.

### المؤسسات
ثم قدم «ديونيسيوس» وصفاً مُفصلاً لدستور "رومولوس". من المُفترض أن «رومولوس» قد قسمَ روما إلى 3 قبائل، لكل منها أطربون مسؤول. تم تقسيم كل قبيلة إلى 10 تجمُعات، وكل واحدة من هؤلاء إلى وحدات أصغر. قام بتقسيم حيازات أراضي المملكة بينهما، ويصر «ديونيسيوس» وحده من بين المؤرخين على أن هذا الأمر قد تم في حُصص مُتساوية. تم فصل الطبقة الأرستقراطية (البَطَارِقَة) عن الطبقة العامة (الدُهَماء). وجعل كل تجمُع مسؤولة عن توفير الجنود في حالة الحرب.
كما تم إنشاء نظام الولاء، ومجلس الشيوخ وحارس شخصي لـ 300 من الأقوى والأصلح بين النبلاء، تم تسمية هذا الأخير، "سيليريس"، إما لسرعتهم، أو بحسب «فاليريوس أنتياس» لقائدهم.
كما تم وضع فصل للسُلطة والتدابير لزيادة القوى العاملة، وكذلك العادات والممارسات الدينية في روما، ومجموعة مُتنوعة من الإجراءات القانونية التي أشاد بها «ديونيسيوس».
مرة أخرى، يصف «ديونيسيوس» قوانين الدول الأخرى بدقة قبل مقارنة نهج «رومولوس» والإشادة بعمله. أعتبر القانون الروماني الذي يُحدد حقوق الزواج، تحسينًا أنيقًا ولكنه بسيط مُقارنة بالقوانين المعمول بها في الأمم الأخرى، والتي يسخر منها بشدة. من خلال إعلان أن الزوجات سيشاركن بالتساوي في مُمتلكات وسلوك أزواجهن، روج «رومولوس» للفضيلة في السابق وردع سوء المعاملة من قبل الزوج. يمكن للزوجات أن يرثن عند وفاة أزواجهن. يعتبر زنا الزوجة جريمة خطيرة، ولكن السكر يُمكن أن يكون عاملاً مُخففاً في تحديد العقوبة المناسبة. بسبب قوانين «رومولوس»، يدعي «ديونيسيوس» أنه لم ينفصل زوجان رومانيان خلال القرون الخمسة التالية.
قوانين «رومولوس» التي تُحدد حقوق الوالدين، على وجه الخصوص، تلك التي تسمح للآباء بالحفاظ على سلطتهم على أطفالهم البالغين، اعتبرت أيضًا تحسينًا على تلك الخاصة بالآخرين؛ بينما وافق «ديونيسيوس» كذلك على كيفية اقتصار الرومان الأحرار المولودين في البلاد، بموجب قوانين «رومولوس»، على شكلين من التوظيف، الزراعة والجيش. تم شغل جميع المهن الأخرى بواسطة العبيد أو العمال غير الرومانيين.
استخدم «رومولوس» زخارف مكتبه لتشجيع الامتثال للقانون. كانت محكمته مهيبة ومليئة بالجنود المُخلصين وكان يرافقه دائمًا 12 ليكتور تم تعيينهم ليكونوا حاضرين له.

### أختطاف نساء سابين وموت رومولوس

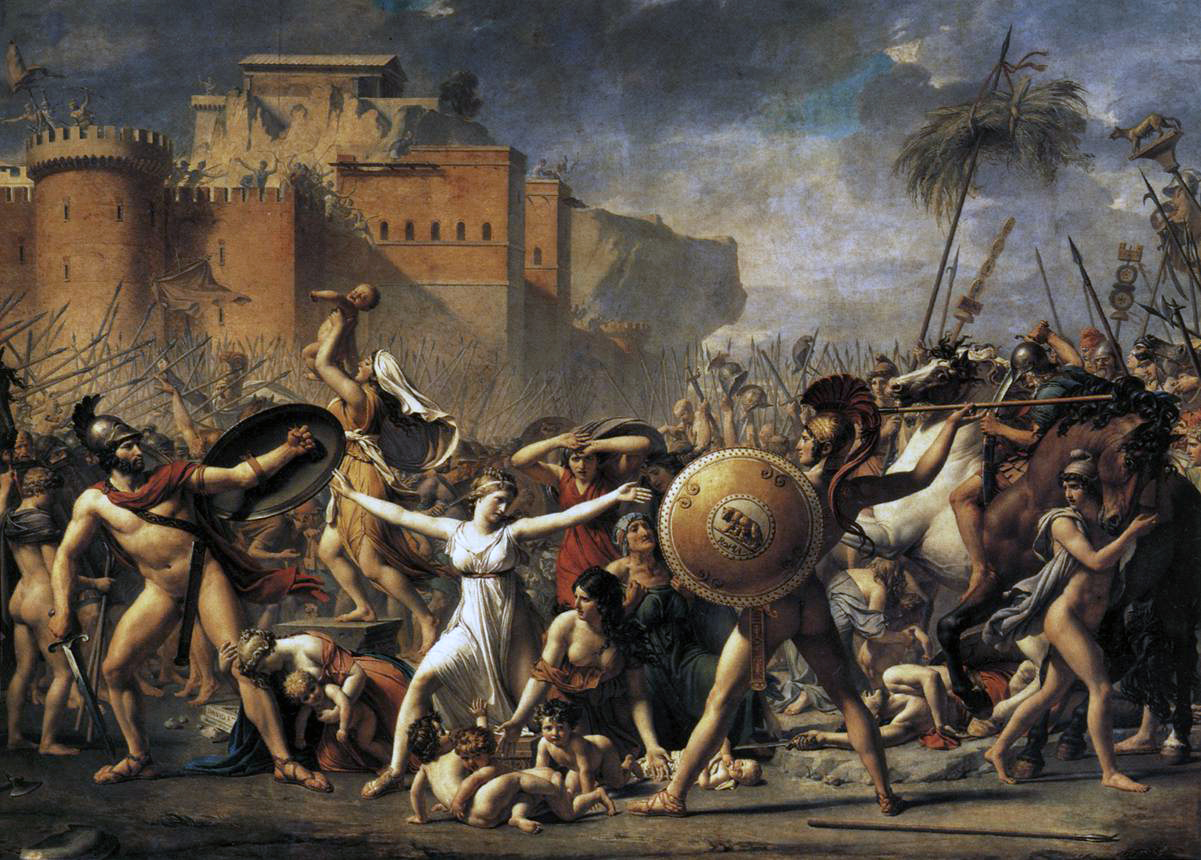
"تدخل نساء سابين"، بريشة «جاك لويس ديفيد» 1796. مُتحف اللوفر.

بعد روايته لأسطورة التأسيس، وصف «ديونيسيوس» الاختطاف الشهير لنساء سابين وأشار بذلك إلى أن الاختطاف كان ذريعة للتحالف مع سابين. رغب «رومولوس» في ترسيخ العلاقات مع المدن المجاورة من خلال التزاوج المُختلط، لكن لم يجد أي منهم مدينة روما الوليدة جديرة ببناتهم. للتغلب على هذا الأمر، رتب «رومولوس» مهرجانًا على شرف نبتون ودعا المدن المُجاورة للحضور. في نهاية المهرجان، أختطف «رومولوس» والشبان جميع العذارى في العيد وخططوا للزواج منهم وفقًا لعاداتهم. لكن في روايته، تقدمت مُدن كاسينا وكروستوميريوم وأنتيمنا بالتماس إلى «تاتيوس» ملك سابين ليقودهم إلى الحرب؛ وفقط بعد التدخل الشهير لنساء سابين وافقت الأمم على أن تصبح مملكة واحدة تحت الحكم المُشترك لـ«رومولوس» و«تاتيوس».
بعد وفاة تاتيوس ، أصبح رومولوس أكثر ديكتاتورية ، حتى وصل إلى نهايته ، إما من خلال الأعمال الإلهية أو الأرضية. تحكي إحدى الحكايات عن "الظلام" الذي أخذ رومولوس من معسكره الحربي إلى والده في الجنة. يزعم مصدر آخر أن رومولوس قُتل على يد مواطنيه الرومان بعد إطلاق سراح الرهائن ، وأظهر المحاباة والقسوة المفرطة في عقوباته.